# Dicasteriul pentru Cauzele Sfinților
Dicasteriul pentru Cauzale Sfinților (în latină Dicasterium de Causis Sanctorum) este unul din cele 16 dicasterii ale Curiei Romane, organul care coordonează activitatea Bisericii Catolice. Anterior constituției Praedicate evangelium, promulgată la 19 martie 2022 de papa Francisc, s-a numit Congregația pentru Cauzele Sfinților (în latină: Congregatio de Causis Sanctorum), atribuțiile fiind aceleași. Dicasteriul se pronunță în procesele de beatificare și de canonizare ale sfinților, care încep la nivelul diecezelor respectiv eparhiilor. Acestea adună mărturiile despre o persoană considerată sfântă, mărturii pe care le înaintează Dicasteriului pentru Cauzele Sfinților, cu solicitarea de a recunoaște cele consemnate, respectiv de a aproba canonizarea. Dicasteriul este condus de un cardinal prefect ajutat de un secretar. Întregul dicasteriu numără treizeci și patru de membri, un promotor al credinței, cinci raportori și optzeci și trei de consultori.

## Rolul Dicasteriului pentru Cauzele Sfinților
Potrivit constituției apostolice Pastor Bonus, dicasteriul este responsabil de „a se ocupa de tot ceea ce, conform procedurii stabilite, conduce la canonizarea slujitorilor lui Dumnezeu”. Rolul său este, așadar, de a investiga potențiale cazuri de canonizare, de a examina propunerile, de a determina cu certitudine că un credincios decedat a trăit la un asemenea grad de sfințenie (unirea cu Dumnezeu care se realizează prin har („sfințenie”) divin, care aduce virtuți „infuze” la gradul „eroic”) încât cauza slujitorului lui Dumnezeu (candidat la beatificare sau canonizare) să poată fi supusă suveranului pontif, care adoptă hotărârea beatificării respectiv canonizării persoanei respective.
De asemenea, se pronunță asupra statutului de Doctor al Bisericii, atribuit sau nu, sfinților. În cele din urmă dicasteriul decide asupra autenticității creștine a relicvelor sacre, este responsabil(ă) de conservarea lor și autorizează expunerea și mutarea acestora. Un colegiu de raportori prezidat de un raportor general și asistat de consultori este responsabil de studierea cauzelor propuse (miracole, martiriu etc.). Congregația are proprii medici care să analizeze vindecările și miracolele.

## Istoric
Papa Sixt al V-lea a instituit la 22 ianuarie 1588 o «Congregație a Riturilor», cu scopul de a controla cultul și de a trata canonizarea sfinților.
Această Congregație a Riturilor a elaborat proceduri de canonizare încă de la originile sale, dar acestea au variat mult de-a lungul timpului, îndeosebi după Conciliul Vatican II. În schimb, maximele care guvernează aceste proceduri sunt definitiv codificate de tratatul De servorum Dei beatificatione et de beatorum canonizatione (în română: „Despre beatificarea servilor lui Dumnezeu și despre canonizarea fericiților”) scris de Prospero Lambertini, viitorul papă Benedict al XIV-lea, atunci avocatul diavolului la Congregația Riturilor. Tratatul său De servorum, editat în 1734 și 1738 la Bologna, oraș al cărui arhiepiscop era, stabilește proceduri inspirate din teologia sfântului Toma de Aquino precum și din scolastica posterioară.
Papa Paul al VI-lea, în constituția « Sacra Rituum Congregatio » din 8 mai 1969, împarte Congregația Riturilor în două congregații distincte: Congregația pentru Cultul Divin și Disciplina Sacramentelor și Congregația pentru Cauzele Sfinților.

## Conducere

### Prefecți ai Congregației Riturilor
- Luigi Tripepi (7 ianuarie 1903 – 29 decembrie 1906)
- Sebastiano Martinelli (8 februarie 1909 – 4 iulie 1918)
- Scipione Tecchi (8 noiembrie 1914 – 7 februarie 1915)
- Antonio Vico (11 februarie 1915 – 25 februarie 1929)
- Camillo Laurenti (12 martie 1929 – 6 septembrie 1938)
- Carlo Salotti (14 septembrie 1938 – 24 octombrie 1947)
- Clemente Micara (11 noiembrie 1950 – 17 ianuarie 1953)
- Gaetano Cicognani (7 decembrie 1953 – 18 noiembrie 1954)
- Arcadio Larraona Saralegui (12 februarie 1962 – 9 ianuarie 1968)
- Benno Gut (29 iunie 1967 – 7 mai 1969)

### Prefecți ai Congregației (din 19 martie 2022, ai Dicasteriului) pentru Cauzele Sfinților
- Paolo Bertoli (1969–1973)
- Luigi Raimondi (1973–1975)
- Corrado Bafile (1976–1980)
- Pietro Palazzini (1980–1988)
- Angelo Felici (1988–1995)
- Alberto Bovone (pro-prefect 1995–1998, prefect 1998)
- José Saraiva Martins (1998–2008)
- Angelo Amato (pro-prefect 2008–2010, prefect 2010–2018)
- Giovanni Angelo Becciu (2018–2020)[4]
- Marcello Semeraro (2020–present)[5]

### Secretari
- Ferdinando Giuseppe Antonelli, O.F.M. (1969 – 1973)
- Giuseppe Casoria (1973 – 1981)
- Traian Crișan (subsecretar între 1979-1981, iar secretar între 1981 – 1990)
- Edward Nowak (1990 – 2007)
- Michele Di Ruberto (2007 –2010)
- Marcello Bartolucci (2010 - 2021)
- Fabio Fabene (din 2021)